# Ђерекаре (Брус)
Ђерекаре (до 2002. године Ђерекари) је насеље у Србији у општини Брус у Расинском округу које се налази на Копаонику. Према попису из 2022. било је 10 становника.
Име места потиче од грчке речи дерекар која значи соколар, а кроз њега протиче Ђерекарска река која настаје од извора испод Панчићевог врха и која са Качарушом формира Топлицу у Доњим Левићима.

## Демографија
У насељу Ђерекари живи 20 пунолетних становника, а просечна старост становништва износи 51,5 година (44,4 код мушкараца и 59,3 код жена). У насељу има 9 домаћинстава, а просечан број чланова по домаћинству је 2,56.
Ово насеље је у потпуности насељено Србима (према попису из 2002. године), а у последња три пописа, примећен је пад у броју становника.
|             | \| Демографија[1] \| Демографија[1] \| Демографија[1] \| \| Година \| Становника \| Становника \| \| -------------- \| -------------- \| -------------- \| \| 1948. \| 82 \| \| \| 1953. \| 79 \| \| \| 1961. \| 80 \| \| \| 1971. \| 70 \| \| \| 1981. \| 46 \| \| \| 1991. \| 37 \| 37 \| \| 2002. \| 23 \| 23 \| \| 2011. \| 17 \| \| |            |
| Демографија | |            |
| Година      | Становника | Становника |
| 1948.       | 82 |            |
| 1953.       | 79 |            |
| 1961.       | 80 |            |
| 1971.       | 70 |            |
| 1981.       | 46 |            |
| 1991.       | 37 | 37         |
| 2002.       | 23 | 23         |
| 2011.       | 17 |            |

| Етнички састав према попису из 2002.‍ | Етнички састав према попису из 2002.‍ | Етнички састав према попису из 2002.‍ | Етнички састав према попису из 2002.‍ | Етнички састав према попису из 2002.‍ |
| ------------------------------------ | ------------------------------------ | ------------------------------------ | ------------------------------------ | ------------------------------------ |
|                                      |                                      |                                      |                                      |                                      |
| Срби                                 | Срби                                 |                                      | 23                                   | 100,0%                               |
| непознато                            | непознато                            |                                      | 0                                    | 0,0%                                 |

| Година пописа     | 1948. | 1953. | 1961. | 1971. | 1981. | 1991. | 2002. |
| ----------------- | ----- | ----- | ----- | ----- | ----- | ----- | ----- |
| Број домаћинстава | 9     | 8     | 11    | 10    | 13    | 14    | 9     |

| Број чланова      | 1 | 2 | 3 | 4 | 5 | 6 | 7 | 8 | 9 | 10 и више | Просек |
| ----------------- | - | - | - | - | - | - | - | - | - | --------- | ------ |
| Број домаћинстава | 3 | 2 | 1 | 2 | 1 | 0 | 0 | 0 | 0 | 0         | 2,56   |

| Пол    | Укупно | Неожењен/Неудата | Ожењен/Удата | Удовац/Удовица | Разведен/Разведена | Непознато |
| ------ | ------ | ---------------- | ------------ | -------------- | ------------------ | --------- |
| Мушки  | 10     | 3                | 7            | 0              | 0                  | 0         |
| Женски | 10     | 0                | 8            | 2              | 0                  | 0         |
| УКУПНО | 20     | 3                | 15           | 2              | 0                  | 0         |

| Пол    | Укупно                    | Пољопривреда, лов и шумарство | Рибарство                            | Вађење руде и камена | Прерађивачка индустрија       |
| ------ | ------------------------- | ----------------------------- | ------------------------------------ | -------------------- | ----------------------------- |
| Мушки  | 2                         | 0                             | 0                                    | 0                    | 0                             |
| Женски | 0                         | 0                             | 0                                    | 0                    | 0                             |
| УКУПНО | 2                         | 0                             | 0                                    | 0                    | 0                             |
| Пол    | Производња и снабдевање   | Грађевинарство                | Трговина                             | Хотели и ресторани   | Саобраћај, складиштење и везе |
| Мушки  | 0                         | 0                             | 0                                    | 2                    | 0                             |
| Женски | 0                         | 0                             | 0                                    | 0                    | 0                             |
| УКУПНО | 0                         | 0                             | 0                                    | 2                    | 0                             |
| Пол    | Финансијско посредовање   | Некретнине                    | Државна управа и одбрана             | Образовање           | Здравствени и социјални рад   |
| Мушки  | 0                         | 0                             | 0                                    | 0                    | 0                             |
| Женски | 0                         | 0                             | 0                                    | 0                    | 0                             |
| УКУПНО | 0                         | 0                             | 0                                    | 0                    | 0                             |
| Пол    | Остале услужне активности | Приватна домаћинства          | Екстериторијалне организације и тела | Непознато            | Непознато                     |
| Мушки  | 0                         | 0                             | 0                                    | 0                    | 0                             |
| Женски | 0                         | 0                             | 0                                    | 0                    | 0                             |
| УКУПНО | 0                         | 0                             | 0                                    | 0                    | 0                             |